# Laserpitium
Laserpitium  este un gen de plante din familia Apiaceae.

## Specii (selecție)
- Laserpitium gallicum L.
- Laserpitium gaudinii Moretti
- Laserpitium halleri Crantz
- Laserpitium latifolium L. – sermountain cu frunze largi
- Laserpitium nestleri Soy.-Will.
- Laserpitium ochridanum sl⁠(Kiril Micevski)[Micevski&page=sl&targettitle=sl traduceți] - Galičica sermountain
- Laserpitium prutenicum L.
- Laserpitium siler L. – laserwort[1]